# Titer (medisch)
De titer van een bepaalde stof in het bloed is de verdunning waarbij deze nog aantoonbaar is. De term wordt meestal gebruikt voor antistoffen die worden gemeten met een agglutinatiereactie. De titer is de grootste verdunning van het serum waarbij de reactie nog kan worden aangetoond, en wordt vaak opgegeven in machten van 2, zoals 1:32 of 1:256, maar ook wel als machten van 10, zoals 1:10, 1:100 of 1:1000.